# Manubenca
Manubenca és una varietat d'olivera de llarga tradició local al poble de Rocafort, avui part del municipi de Pont de Vilomara i Rocafort, a la comarca catalana del Bages. Actualment, n'existeixen escassos exemplars en cultiu, tots aïllats els uns dels altres i només en aquesta població. Aquesta varietat es troba conservada en col·lecció.

## Característiques agronòmiques
La varietat d'olivera manubenca es conrea per a l'oli i té un alt contingut de polifenols. L'oli de l'oliva manubenca és clarament amargant i picant en boca, però s'equilibra en conjunt. Se'l defineix com a fruitat amb verd mig, i com a ric en aromes secundaris, d'entre els quals destaquen la carxofa i la tomaquera. És una varietat de vigor mitjà, amb el fruit petit i negre un cop ha madurat, i té lenticel·les grans i abundants. L'oliva manubenca sol pesar 1,4 g.